# 德努自治区
德努自治区是位於緬甸撣邦的一個自治區。該自治區根據2008年緬甸憲法設立，是德努族的一個自治區。德努自治區于2010年8月20日成立。

## 行政区划
德努自治区下辖育瓦岸镇区和宾达亚镇区兩個镇区。